# Charlos Heights (Montana)
Charlos Heights es un lugar designado por el censo ubicado en el condado de Ravalli en el estado estadounidense de Montana. En el Censo de 2010 tenía una población de 120 habitantes y una densidad poblacional de 40,68 personas por km².

## Geografía
Charlos Heights se encuentra ubicado en las coordenadas 46°8′2″N 114°10′53″O / 46.13389, -114.18139. Según la Oficina del Censo de los Estados Unidos, Charlos Heights tiene una superficie total de 2.95 km², de la cual 2.95 km² corresponden a tierra firme y (0%) 0 km² es agua.

## Demografía
Según el censo de 2010, había 120 personas residiendo en Charlos Heights. La densidad de población era de 40,68 hab./km². De los 120 habitantes, Charlos Heights estaba compuesto por el 91.67% blancos, el 0% eran afroamericanos, el 1.67% eran amerindios, el 0% eran asiáticos, el 0% eran isleños del Pacífico, el 0% eran de otras razas y el 6.67% pertenecían a dos o más razas. Del total de la población el 3.33% eran hispanos o latinos de cualquier raza.